# Jacques Séguéla
Jacques Séguéla é um publicitário francês (Paris, 23 de fevereiro de 1934), co-fundador da agência de comunicação RSCG em 1970 (absorvida pelo Grupo Havas em 1996).
Ocupou-se com publicidade a bens de consumo (em particular os automóveis da Citroën), e com publicidade política (em particular nas campanhas para eleger François Mitterrand). Escreveu numerosos livros, todos inerentes ao mundo da publicidade. Teve um papel relevante na criação do Museu da Publicidade.

## Obras publicadas
- 1960 : La terre en rond - (colab. com Jean-Claude Baudot)
- 1979 : Ne dites pas à ma mère que je suis dans la publicité... Elle me croit pianiste dans un bordel
- 1982 : Hollywood lave plus blanc
- 1983 : Fils de pub
- 1986 : Cache-cache pub
- 1989 : Demain il sera trop star
- 1990 : C'est gai, la pub!
- 1991 : Au miroir de la pub: comme une absence, comme un oubli...
- 1992 : Vote au-dessus d’un nid de cocos
- 1992 : Etre vieux, de la negation a l’echange
- 1993 : L'argent n'a pas d'idées, seules les idées font de l'argent
- 1994 : Pub story: l'histoire mondiale de la publicité en 65 campagnes
- 1994 : La parole de Dieu
- 1995 : La publicité
- 1996 : Le futur a de l'avenir
- 1999 : 80 ans de publicité Citroën et toujours 20 ans
- 2001 : Jobguide: des métiers de demain
- 2000 : Le vertige des urnes
- 2005 : Tous ego (Havas, moi et les autres)
- 2006 : Sœur Courage - La rencontre inattendue d'un fils de pub et d'une fille de Dieu
- 2007 : La prise de l'Élysée: les campagnes présidentielles de la Ve République - (colab. com Thierry Saussez)